# Woodalltal
Woodalltal är inom talteorin ett naturligt tal på formen
Wn = n · 2n − 1
för något naturligt tal n.
De första Woodalltalen är:
1, 7, 23, 63, 159, 383, 895, 2047, 4607, 10239, 22527, 49151, 106495, 229375, 491519, 1048575, 2228223, 4718591, 9961471, 20971519, 44040191, 92274687, 192937983, 402653183, 838860799, 1744830463, 3623878655, 7516192767, … (talföljd A003261 i OEIS)
Woodalltal studerades först av Allan JC Cunningham och HJ Woodall år 1917 inspirerat av James Cullens tidigare studie av de på samma sätt definierade Cullentalen. Woodalltal uppstår dessutom i Goodsteins sats.
Woodalltal som även är primtal kallas för Woodallprimtal, de första exponenterna n för vilka de motsvarande Woodalltalen Wn är primtal är 2, 3, 6, 30, 75, 81, 115, 123, 249, 362, 384, 462, 512, 751, 822, 5312, 7755, 9531, 12379, 15822, 18885, 22971, 23005, 98726, 143018, 151023, 667071, 1195203, 1268979, 1467763, 2013992, 2367906, 3752948, … (talföljd A002234 i OEIS). Woodallprimtalen själva börjar med 7, 23, 383, 32212254719, … (talföljd A050918 i OEIS).
Christopher Hooley bevisade år 1976 att nästan alla Cullental är sammansatta. Hooleys bevis omarbetades av Hiromi Suyama för att bevisa att det fungerar för någon talföljd n · 2n+a + b, där a och b är heltal, särskilt för Woodalltal. Icke desto mindre är det förmodande att det finns oändligt många Woodallprimtal. I december 2007 var det största kända Woodallprimtalet 3752948 · 23752948 − 1. Det har 1129757 siffror och upptäcktes av Matthew J. Thompson år 2007 i distributed computing-projektet PrimeGard.
Liksom Cullental har Woodalltal många delbarhetsegenskaper. Till exempel, om p är ett primtal så dividerar p
W(p + 1) / 2 om Jacobisymbolen {\displaystyle \left({\frac {2}{p}}\right)} är +1 och
W(3p − 1) / 2 om Jacobisymbolen {\displaystyle \left({\frac {2}{p}}\right)} är −1.[källa behövs]
Ett generaliserat Woodalltal definieras som ett tal på formen n · bn − 1, där n + 2 > b; om ett primtal kan skrivas på denna form så är det ett generaliserat Woodallprimtal.